# Ernst Theodor Echtermeyer
Ernst Theodor Echtermeyer (* 12. August 1805 in Liebenwerda; † 6. Mai 1844 in Dresden) war ein deutscher Schriftsteller, Literaturhistoriker, Ästhetiker und Philosoph.

## Leben
Echtermeyer war das erste Kind des kursächsischen Amtsinspektors Ernst Gottlieb Echtermeyer und seiner Ehefrau Theodora Auguste, Tochter des kursächsischen Kammerkommissionsrates und Justizamtmannes Johann Alexander Bielitz aus Liebenwerda.
Er studierte in Halle (Saale) die Rechte, wechselte aber nach Berlin und studierte hier Philosophie und deutsche Philologie. Zwischenzeitlich arbeitete Echtermeyer als Lehrer im Gymnasium in Zeitz, promovierte 1831 und wurde darauf an das Königliche Paedagogicum der Franckeschen Stiftungen in Halle als Oberlehrer berufen. Mit seinem Kollegen Arnold Ruge gab er das zeitweise wichtigste Organ der Junghegelianer, die Hallischen Jahrbücher für Wissenschaft und Kunst, heraus, in denen sein protestantischer Liberalismus gegen „Romantizismus“ und die „romantisierende“ Literatur polemisch verteidigt wurde. Als heiles Gegenbild gegen die kritikwürdigen Tendenzen seiner Zeit stellte Echtermeyer – besonders in dem Essay Der Protestantismus und die Romantik – die Kunst Goethes und Schillers. Heinrich Heine hat die Hallischen Jahrbücher „fürchterliche Totschlagblätter“ genannt.
Während seiner Zeit in Halle verlor er seinen linken Arm durch Amputation. Echtermeyer wurde von den Zensurbehörden drangsaliert und verlegte, um Verfolgungen zu entgehen, seinen Wohnsitz Ostern 1841 nach Dresden. Zusammen mit Arnold Ruge gab er den Deutschen Musenalmanach (1840) heraus. Mit Moritz Seyffert schrieb er die Anthologie aus neuern lateinischen Dichtern (Halle 1834–35, 2 Tle.) und Carmina aliquot Goethii et Schilleri latine reddita (Halle 1833), mit Ludwig Henschel und Karl Joseph Simrock Quellen des Shakespeare in Novellen, Märchen und Sagen (Berlin 1831, 3 Bde.; zweite, von Simrock allein bearbeitete Auflage, Bonn 1870, 2 Bde.). Seine Mustersammlung deutscher Gedichte für gelehrte Schulen (Halle 1836) war bis zum Ende des 20. Jahrhunderts die bedeutendste deutsche Gedichtsammlung, durch die Geschmack und Stil vieler Schülergenerationen geprägt wurden (nach Echtermeyers Tod zahlreiche veränderte Neuausgaben von verschiedenen Herausgebern, seit 1956 von Benno von Wiese, seit 1990 von Elisabeth K. Paefgen, seit 2005 zusammen mit Peter Geist).
Echtermeyer verstarb 1844 in Dresden und wurde auf dem Eliasfriedhof im Feld C 8-27 beigesetzt. In Bad Liebenwerda war von 1995 bis zur Schließung 2007 das Echtermeyer-Gymnasium nach ihm benannt.

## Schriften (Auswahl)
- Quellen des Shakspeare in Novellen, Märchen und Sagen. Hrsg. von Theodor Echtermeyer, Ludwig Henschel und Karl Simrock. Fincke, Berlin 1831. (Digitalisat Band 1), (Band 2), (Band 3)
- Proben aus einer Abhandlung über Namen und symbolische Bedeutung der Finger bei den Griechen und Römern. Waisenhaus, Halle 1835.
- Der Protestantismus und die Romantik. Zur Verstaendigung ueber die Zeit und ihre Gegensaetze. Ein Manifest von Theodor Echtermeyer und Arnold Ruge. Hallische Jahrbuecher fuer deutsche Wissenschaft und Kunst. Nachdruck; Gerstenberg, Hildesheim 1972.